# Monfaucon (Dordogna)
Monfaucon è un comune francese di 282 abitanti situato nel dipartimento della Dordogna nella regione della Nuova Aquitania.

## Società

### Evoluzione demografica
Abitanti censiti